# Campionati europei di judo 1959
I Campionati europei di judo 1959 sono stati la 8ª edizione della competizione organizzata dalla European Judo Union.
Si sono svolti a Vienna, in Austria, il 9 maggio 1959.

## Medagliere
| Pos.   | Nazione        | Oro | Argento | Bronzo | Totale |
| ------ | -------------- | --- | ------- | ------ | ------ |
| 1      | Francia        | 4   | 3       | 3      | 10     |
| 2      | Paesi Bassi    | 4   | 1       | 0      | 5      |
| 3      | Gran Bretagna  | 1   | 0       | 0      | 1      |
| 4      | Germania Ovest | 0   | 2       | 4      | 6      |
| 6      | Italia         | 0   | 1       | 2      | 3      |
| 7      | Austria        | 0   | 1       | 1      | 1      |
| 7      | Jugoslavia     | 0   | 1       | 1      | 1      |
| 8      | Belgio         | 0   | 0       | 3      | 3      |
| 9      | Spagna         | 0   | 1       | 1      | 1      |
| 9      | Cecoslovacchia | 0   | 1       | 1      | 1      |
| 9      | Germania Est   | 0   | 1       | 1      | 1      |
| Totale | Totale         | 9   | 9       | 17     | 35     |

## Podi

### Uomini
| Evento         | Oro             | Argento          | Bronzo                                |
| 1º dan         | Lionel Grossain | Jacques Le Berre | Manfred Muhl Romano Polverani         |
| 2º dan         | Marcel Nottola  | Franz Sinek      | Gerhard Alpers Pierre Brouha          |
| 3º dan         | Michel Rabut    | Gilbert Legay    | Theo Guldemont Paul Kunisch           |
| 4º dan         | Henri Courtine  | Claude Collard   | Daniel Outelet                        |
| fino a 68 kg   | Koos Bonte      | Mladen Masztela  | Matthias Schiessleder Erich Zielke    |
| fino a 80 kg   | Hein Essink     | Paul Kunisch     | Alfred Trader Dimitar Sijan           |
| oltre 80 kg    | Anton Geesink   | Franz Sinek      | Enrique Aparicio Josef Novotny        |
| Categoria Open | Anton Geesink   | Nicola Tempesta  | Jean-Pierre Dessailly Bernard Pariset |
| Gara a squadre | Regno Unito     | Paesi Bassi      | Francia Italia                        |